# Grzegorz Markocki
Grzegorz Markocki (ur. 2 kwietnia 1975 w Opolu) – polski piosenkarz i aktor.

## Życiorys
W 1998 został wyróżniony oraz otrzymał nagrodę publiczności na V Festiwalu Piosenki Angielskiej Brzeg. Także w 1998 pojawił się w filmie Poniedziałek w reżyserii Witolda Adamka wcielając się w rolę Blondyna. W filmie zaśpiewał piosenkę pt. Serce Jelcyna, która znalazła się również na albumie ze ścieżką dźwiękową z filmu. W 2001 pojawił się w kolejnym filmie Witolda Adamka pt. Wtorek, zaś w 2006 w komediodramacie Czeka na nas świat w reż. Roberta Krzempka (wcześniej wystąpił w jego filmie dyplomowym pt. Maciek Kramer oraz produkcji niezależnej Dżager). Był zwycięzcą telewizyjnego programu muzycznego Szansa na sukces w 1998 oraz w 2002 uczestnikiem i finalistą pierwszej edycji reality show Bar. W trakcie realizacji programu Bar związał się z inną uczestniczką programu Izabelą Kowalczyk, której się oświadczył. Ich ślub pokazany w programie był pierwszym takim wydarzeniem w historii reality show na świecie (małżeństwo po krótkim czasie się rozpadło).  W 2002 nagrał z zespołem The Crackers Band płytę pt. Królem być rock'n rolla oraz jako członek duetu Bracia, singiel pt. Kiedy Mówisz Mi Kocham Cię. Od 2009 występował w zespole The Beatlmen z którym w 2016 wydał płytę pt. Pozytywnie. Był również prowadzącym  magazyn muzyczny Hitmania w telewizji Polsat.

## Filmografia[1]
- Poniedziałek (1998; jako Blondyn)
- Wtorek (2001 jako Jelcyn)
- Czeka na nas świat (2006; jako Marlon)

## Wybrana dyskografia
- Poniedziałek (1998; piosenka Serce Jelcyna)[3]
- Bracia – Kiedy Mówisz Mi Kocham Cię (2002; singiel)[10]
- The Crackers Band – Królem być rock'n rolla (2002)[8][9]
- The Beatlmen – Pozytywnie (2016)[8]